# 铕异常

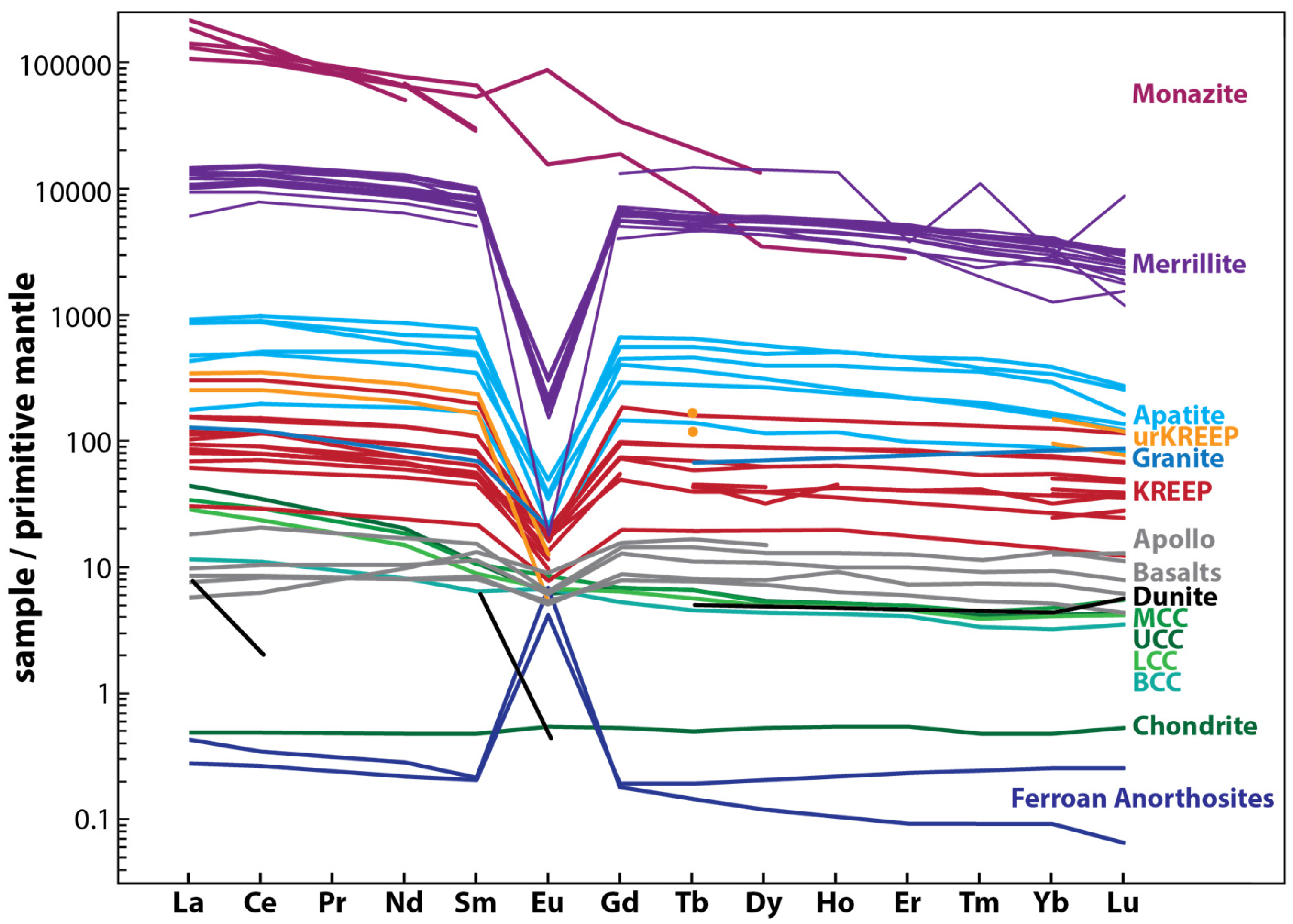
地球和月球的玄武岩的稀土元素丰度

铕异常是指矿物中的铕(Eu)浓度相对于某些标准（通常是球粒陨石或大洋中脊玄武岩(MORB)）富集或亏损的现象。在地球化学中，如果矿物中的铕含量相对于其他稀土元素(REE) 更高，则铕异常被称为“正异常”，如果铕含量相对于其他稀土元素更低，则铕异常被称为“负异常”。
铕异常的大小以δEu值度量，它是铕标准化值与其相邻的钐(Sm)与钆(Gd)标准化值平均值的比值，δEu大于1为铕正异常；δEu小于1为铕负异常。
虽然所有镧系元素都能够形成较大的三价 (3+) 离子，但铕和铈(Ce)元素的电子层结构不同，从而具有额外的化合价，铕能够形成二价 (2+) 离子，而铈能形成四价 (4+) 离子，这两种离子与三价的稀土元素离子在化学反应中的分配方式不同。就铕来说，其还原态的二价 (2+) 阳离子与钙 Ca2+ 离子大小相似并携带相同的电荷， Ca2+ 存在于斜长石及其他矿物中。虽然铕在氧化岩浆中是三价形式 (Eu3+ ) 的不相容成分，但在还原岩浆中它优先以二价形式 (Eu2+) 结合到斜长石中取代钙(Ca2+) 。 
铕的富集或亏损通常是因为铕比其他矿物更易掺入斜长石中。如果岩浆使稳定的斜长石结晶，则大部分铕将留在其中，导致该矿物中的铕浓度高于其他稀土元素的预期浓度（即正异常）。然而其余部分岩浆中的铕浓度则会因此而降低，如果这部分贫铕的岩浆随后与富铕的斜长石晶体分离并随后凝固，其化学成分将显示负铕异常（因为铕富集在前述岩浆房的斜长石中）。反之，如果岩浆在凝固前富集了斜长石晶体，则其岩石成分会呈现铕的正异常。  
铕异常的一个著名例子是在月球上。对月球浅色月球高地的稀土元素分析显示，由于高地富含斜长石斜长岩，因此存在较大的正铕异常。主要由玄武岩组成的较暗的月海显示出较大的负铕异常。这导致地质学家推测月球高地和海马之间的遗传关系。很可能月球的大部分铕都被并入了早期富含斜长石的高地，从而使后来的玄武岩母海中的铕严重亏损。 
- 铈
- 铈异常
- 铕
- 镧系元素
- 稀土元素